# 新堀町 (川口市)
新堀町（にいほりちょう）は埼玉県川口市の町名。現行行政地名は新堀町のみ。丁番を持たない単独町名である。住居表示実施地区。郵便番号は334-0068。

## 地理
川口市東部の新郷地区に位置する。南部境界を草加市柳島町と隣接する。土地区画整理が実施されたエリアであり、主に宅地および倉庫として利用されているが、一部耕作地もある。

## 歴史
- 2008年 (平成20年）3月1日 - 新郷東部第1区画整理事業が完了し住居表示を実施。新堀の一部と榛松の一部から新堀町1〜10番地が成立[5]。

## 世帯数と人口
2021年（令和3年）1月1日現在の世帯数と人口は以下の通りである。
| 町丁   | 世帯数  | 人口  |
| ------ | ------- | ----- |
| 新堀町 | 123世帯 | 283人 |

## 小・中学校の学区
市立小・中学校に通う場合、学区（校区）は以下の通りとなる。
| 番地 | 小学校               | 中学校             |
| ---- | -------------------- | ------------------ |
| 全域 | 川口市立新郷東小学校 | 川口市立榛松中学校 |

## 交通

### 鉄道
町域に鉄道は敷設されていない。最寄り駅は東京都交通局日暮里・舎人ライナーの見沼代親水公園駅、もしくは東武伊勢崎線（東武スカイツリーライン）の草加駅となる。

### 道路
- 埼玉県道・東京都道103号吉場安行東京線
- 草加神社通り[7] - 地図によっては「新郷スポーツセンター通り」とも記される。

## 施設
地内はほぼ全域にわたって戸建ての住宅が立ち並び、いくつかの物流施設や商業施設が存在するのみである。また、東京電力送電線の鉄塔（南葛線52）がある。